# Buxbaumia
Genre
Buxbaumia (en français, les buxbaumies) est un  genre de  mousses comprenant une douzaine d'espèces réparties dans les zones tempérées à froides d'Europe, d'Amérique du Nord, d'Asie et d'Océanie. Très discrètes, elles développent des filaments non chlorophylliens et ne sont visibles à l'œil nu que lors de la formation de la capsule renfermant les spores. 
Le genre Buxbaumia a été décrit en 1801 par le botaniste Johann Hedwig en hommage au médecin et botaniste allemand Johann Christian Buxbaum qui découvrit les premières buxbaumies aux abords de la Volga, en Russie.

## Description
Les buxbaumies sont des mousses tout à fait originales par la démesure de leur sporophyte en comparaison de leur gamétophyte. Alors que chez la plupart des mousses, le gamétophyte est chlorophyllien et bien développé, il est, chez les buxbaumies, réduit à des filaments incolores qui colonisent le support - bois en décomposition par exemple - à la manière du mycélium des champignons. L'absence de chlorophylle indique un régime saprophytique, dont les mécanismes précis chez les buxbaumies demeurent mal connus. Les buxbaumies sont des plantes dioïques ; au moment de la reproduction, les pieds mâles produisent des anthéridies entourées d'une seule, minuscule, feuille non chlorophyllienne, tandis que les archégones des pieds femelles sont entourés de trois à quatre feuilles. 
Après la fécondation, le sporophyte se développe sous forme d'une soie fine et courte dont l'extrémité se renfle et verdit. Ce renflement se transforme à la fin de l'hiver en une capsule abritant les spores. Le sporophyte, lui aussi sans feuille, mesure entre 4 et 11 mm suivant les espèces.

## Écologie et distribution
Les buxbaumies sont des mousses pionnières se développant sur des troncs morts en décomposition ou à même le sol, dans des zones fraîches et humides. Nécessitant de la matière organique en décomposition, par nature appelée à disparaître, les buxbaumies sont souvent des espèces "à éclipses", qu'on trouve rarement sur les mêmes sites plusieurs années de suite. 
Le genre Buxbaumia compte une douzaine d'espèces présentes en Europe, Amérique du Nord, Asie et Océanie.
Les espèces B. viridis, la buxbaumie verte, et B. aphylla, la buxbaumie sans feuille, sont les deux seules espèces présentes en Europe occidentale. Ces deux espèces peuvent se rencontrer en France.

## Classification
Buxbaumia est le seul genre de l'ordre des Buxbaumiales et de la sous-classe des Buxbaumiidae. 

## Liste des espèces
- Buxbaumia aphylla: Europe et Asie septentrionales, Amérique du Nord, Nouvelle-Zélande, Australie
- Buxbaumia colyerae: Océanie
- Buxbaumia himalayensis: Himalaya
- Buxbaumia javanica: Indonésie, Papouasie
- Buxbaumia minakatae: Amérique du Nord, Japon, Péninsule Coréenne
- Buxbaumia novae-zelandiae: Nouvelle-Zélande
- Buxbaumia piperi: Amérique du Nord
- Buxbaumia punctata: Himalaya
- Buxbaumia symetrica: Himalaya
- Buxbaumia tasmanica: Australie (Tasmanie)
- Buxbaumia thorsborneae: Océanie
- Buxbaumia viridis: Europe et Asie septentrionales, Amérique du Nord